# Eunica araucana
Eunica araucana är en fjärilsart som beskrevs av Felder 1862. Eunica araucana ingår i släktet Eunica och familjen praktfjärilar. Inga underarter finns listade i Catalogue of Life.